# 다이사이
다이사이는 플레이어가 배팅한 숫자 혹은 숫자의 조합이 Shaker(주사위 용기)에 의해 결정된 3개의 주사위 숫자의 합 과 일치하도록 맞추는 게임이다. 다이사이는 "식보(Sic Bo)" 게임을 공식적으로 부르는 말로 고대 중국에서 시작되었다고 전해진다. 원래는 '식보'는 주사위 한 쌍을 의미하지만 게임에 흥미를 더하기 위하여 세 개의 주사위로 게임이 되었다. 테이블 게임 중 가장 큰 배당(1:150)이 가능한 게임이다.

## 게임 방법
1. 딜러는 "No More Bet" Call 한 후 Dice Shaker(주사위 용기)를 작동시킨다.
2. 딜러는 Shaker 의 작동이 멈추면 3개의 주사위 숫자와 합을 알린 후 전광판에 Winning Bet 이 표시되도록 버튼을 누른다.
3. 딜러는 Losing Bet은 Take 하고 Winning Bet은 정해진 배당률에 따라 Pay한다.
4. 모든 플레이어는 딜러의 Pay가 끝날 때까지 새로운 배팅을 할 수 없다.
5. 딜러 실수로 인하여 Shaker 내부의 주사위 숫자와 전광판의 숫자가 일치하지 않을 경우, 주사위의 숫자와 일치하도록 즉시 전광판의 숫자를 정정하여야 한다.
6. 게임 중 정전이 일어나면 딜러는 직접 당첨 번호를 알린다.
7. Dice Shaker 안에 주사위가 겹쳐져있거나 판독하기가 어려울 경우, "No Game"을 선언한다.

## 게임 규칙
- 플레이어는 딜러가 "No More Bet" Call을 하기 전까지 정해진 구역에 배팅을 완료하여야 한다.

- 플레이어는 딜러가 "No More Bet" Call을 한 후에는 배팅 수정 및 취소 등을 할 수 없다.

- 플레이어는 표시된 배팅 한도액을 준수하여야 한다.